# Bogusław Opala
Bogusław Opala (ur. 1941) – polski koszykarz występujący na pozycji obrońcy, mistrz Polski z 1967.

## Osiągnięcia
- Mistrz Polski (1967)[1]